# Хорошеве (селище)
Хорошеве — село (з 31.07.23 згідно ЗУ), яке розташоване на правому березі річки Уди за 12 км від Харкова. Чисельність населення — менша за 5000 осіб. Загальна площа території села — 2816 га.

## Географічне розташування
Село Хорошеве знаходиться на правому березі річки Уда, вище за течією на відстані 2 км розташований смт Бабаї, нижче за течією на відстані 2,5 км розташоване село Гусина Поляна (Зміївський район), на протилежному березі - смт Безлюдівка. Через село проходить залізниця, станція Жихор. Село оточене лісовими масивами (дуб), в тому числі лісом Чорним. На заплаві річки Уда між Хорошевим та Безлюдівкою розташоване урочище Крива Лука.
Через село протікають два струмки: річка Хорошівка  та  річка Саржина Криниця.

## Населення
Рідна мова за переписом 2001 р.
|          | Українська | Російська | Білоруська |
| -------- | ---------- | --------- | ---------- |
| ХОРОШЕВЕ | 85,91%     | 13,79%    | 0,26%      |

## Час заснування
Село Хорошеве засноване у 1653 році. Про це свідчить документ від 16 (26) липня 1653  року, який знайшов архівіст Страшко Віктор Васильович. В ньому йдеться: "черкашенин Тимошка Михалев сказал: стоят де они н[ы]не и поселитца хотят на реке на Удах от Чюгуева верстах в десяти и болши". І ці черкаси хотіли, щоб цар дав їм грошей сповна для оселення, що він й виконав

## Історичні відомості

Перепис 1660 р.

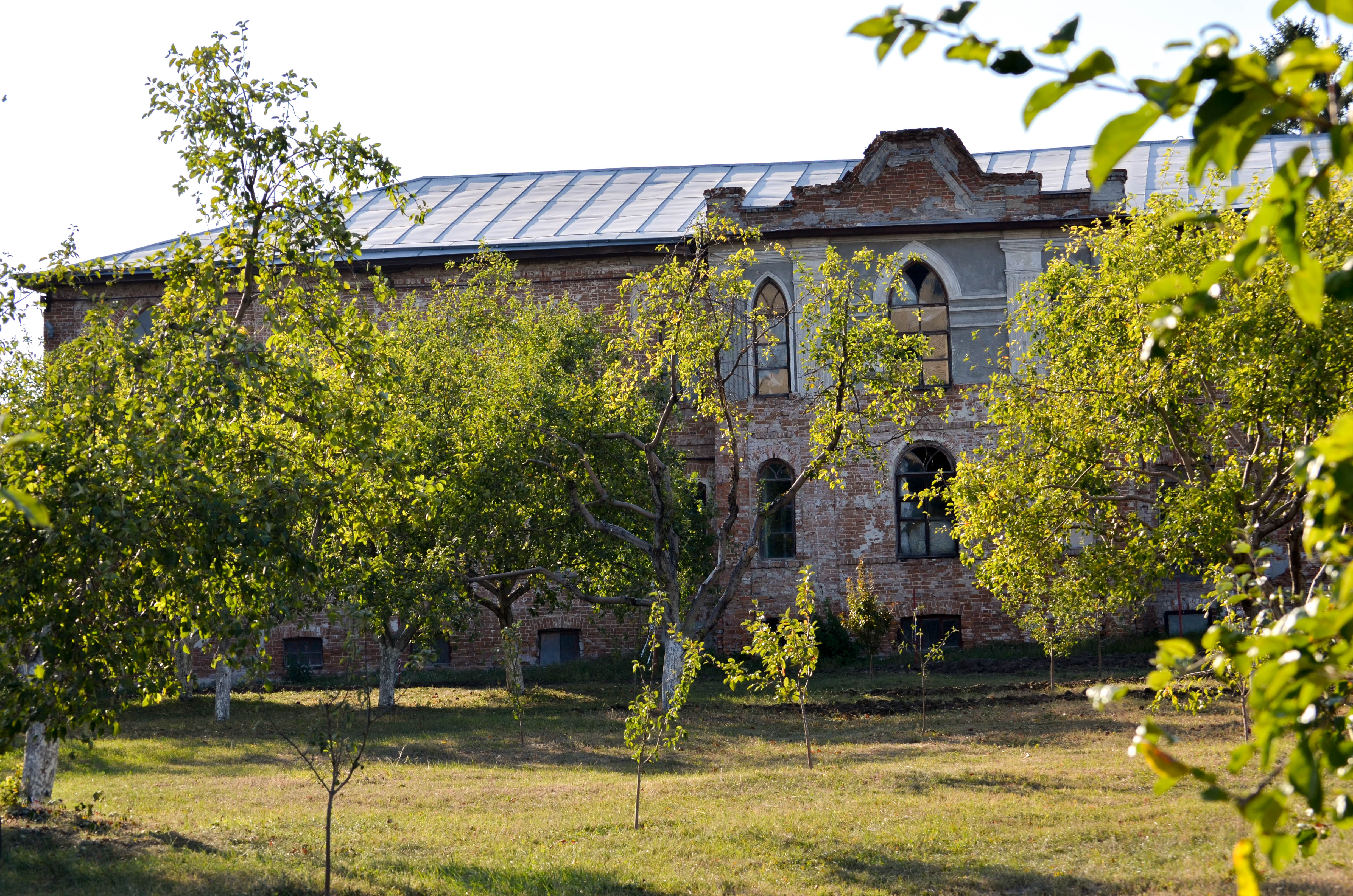
Хорошівський монастир (сучасне використання — будинок пристарілих)

У селі збереглися залишки городища скіфського часу (IV-III ст. до н. е.), ранньослов'янської роменської культури і часів Київської Русі. Біля городища є кургани.

Журнал «Руський паломник» (1839 року) в опублікованій історичній розвідці відзначав, що в літописах XII століття згадувався город Хороший, в якому був споруджений православний храм. У «Книзі великого креслення» (1846 року видання) зазначено: 
|  | Хорошівське городище являє пам'ятник міста Хорошого, що існувало до татарського погрому |

.
1571 - перша письмова згадка про Хорошеве городище. У XVI столітті в розписах вартових пунктів, встановлених царем Іваном IV Грозним для захисту від нападу степових кочівників на руські землі, відзначаються Донецьке і Хорошівське городища на річці Уда. У розписі місць, які мав проїхати Рильський голова для спостереження за переміщенням татар, під 1571 роком є наступна згадка:
|  | Та вниз по річці Уда через Павлове селище до Донецького городища, та до Хорошева городища через Хорошів колодязь. |

У XVIII столітті Хорошеве - сотенне містечко Харківського слобідського козацького полку. Серед тогочасної хорошівської сотенної старшини були вихідці з роду Квіток (пращури українського письменника Григорія Квітки-Основ'яненка). Після 1765 р. увійшло до складу Мереф'янського комісарства як слобода. Станом на 1779 рік військова слобода Харківського повіту Харківського намісництва Хорошеве налічувала всього 333 мешканці (326 «військових обивателів» і 7 «власницьких підданих»).
За даними на 1864 рік у власницькому селі Безлюдівської волості Харківського повіту мешкало 659 осіб (225 чоловічої статі та 434 — жіночої), налічувалось 76 дворових господарств, існували православна церква та жіночий монастир.
Станом на 1914 рік кількість мешканців села зросла до 1270 осіб.
У жовтні 1918 року в Хорошеві створено раду селянських і солдатських депутатів. Хорошівський Вознесенський жіночий монастир був перетворений в будинок-інтернат для старих та інвалідів. Нині Хорошівський геріатричний пансіонат є стаціонарною соціально-медичною установою загального типу для постійного проживання громадян похилого віку та інвалідів, які потребують догляду, побутового і медичного обслуговування. Пансіонат розрахований на 410 осіб. Чисельність обслуговчого персоналу — 170 працівників. Це переважно мешканці с. Хорошеве.
1924 року організовано трудову сільськогосподарську артіль «Бджола» і сільськогосподарську комуну ім. Комінтерна.
1927 року створено машинно-тракторне товариство, а 1930 — колгосп «Червона Армія».
З 1938 року Хорошеве — селище міського типу. Діють об'єкти соціальної і культурної сфер: загальноосвітня школа ступенів, ясла-садок, бібліотека, Будинок культури, лікарня.
У 1987 році письменник Віталій Петльований написав про Хорошеве повість "Гуляй-гора [Архівовано 26 серпня 2018 у Wayback Machine.]".

## Люди
- Петльований Віталій Іванович (3 (16) грудня 1914 - 1989) — український радянський письменник, автор повісті "Гуляй-Гора" про Хорошеве.
- Іван Григорович Веглеріс — один з визволителів Хорошева 28 серпня 1943 року, ветеран Великої Вітчизняної війни, почесний громадянин села.
- Анатолій Павлович Гайденко (1937, Хорошеве), композитор, заслужений діяч мистецтв України, лауреат міжнародних, державних і регіональних конкурсів, професор Харківського університету мистецтв ім. I. П. Котляревського.
- Денис Гетманцев — спортсмен, в активі якого два десятки золотих медалей, здобутих на спортивних змаганнях різного рівня, у тому числі й міжнародного.
- Петро Іванович Горлач — блокадник Ленінграда, ветеран Великої Вітчизняної війни, почесний громадянин села.
- Віталій Павлович Збукар — колишній селищний голова. У 2000 — 2014 рр. очолював Харківську районну раду.
- Олена Якименко — молода поетеса, дипломант двох міжнародних конкурсів «Гранослов», член Спілки письменників України.